# Everything Dies (Type O Negative)
Everything Dies è un singolo del gruppo musicale statunitense Type O Negative, pubblicato nel 1999 come secondo estratto dal quinto album in studio World Coming Down.

## Descrizione
La canzone parla della morte di persone care. Musicalmente il brano presenta un forte contrasto tra parti rabbiose dove a farla da padrone è la chitarra distorta di Kenny Hickey e parti malinconiche guidate dalle tastiere di Josh Silver.

## Video musicale
Il videoclip alterna scene del gruppo che appare in diversi luoghi con altre in cui viene mostrata una famiglia a cena, i cui componenti lentamente svaniscono nel nulla.

## Tracce
1. Everything Dies (Edit) – 4:38
2. 12 Black Rainbows – 5:14
3. Everything Dies (LP Version) – 7:44
4. Everything Dies (Video) – 4:40

## Formazione
- Peter Steele – voce, basso
- Josh Silver – tastiere, sintetizzatore, effetti, voce
- Kenny Hickey – chitarra, voce
- Johnny Kelly – batteria